# 1963-as bajnokcsapatok Európa-kupája-döntő
Az 1962–1963-as bajnokcsapatok Európa-kupája (BEK) döntőjét 1963. május 22-én rendezték a londoni Wembleyben. A döntőben az olasz Milan és a portugál Benfica találkozott.
A döntőt a Milan nyerte 2–1-re. Ez volt az olasz csapat első BEK győzelme.

## Mérkőzésadatok
| 1963. május 22. |

| Milan            | 2–1   | Benfica     |
| ---------------- | ----- | ----------- |
| Altafini 58' 66' | (0–1) | Eusébio 18' |

| Wembley, London Nézőszám: 65 000 Játékvezető: Arthur Holland ( Anglia) |

| Milan | Benfica |

| MILAN:      |    |                     |
|             |    |                     |
| GK          | 1  | Giorgio Ghezzi      |
| DF          | 2  | Mario David         |
| DF          | 3  | Mario Trebbi        |
| DF          | 4  | Víctor Benítez      |
| DF          | 5  | Cesare Maldini      |
| DF          | 6  | Giovanni Trapattoni |
| MF          | 8  | Dino Sani           |
| MF          | 10 | Gianni Rivera       |
| FW          | 7  | Gino Pivatelli      |
| FW          | 9  | José Altafini       |
| FW          | 11 | Bruno Mora          |
| Vezetőedző: |    |                     |
| Nereo Rocco |    |                     |

| BENFICA:       |    |                    |
|                |    |                    |
| GK             | 1  | Costa Pereira      |
| DF             | 2  | Domiciano Cavém    |
| DF             | 3  | Raul Machado       |
| DF             | 4  | Fernando Cruz      |
| DF             | 5  | Humberto Fernandes |
| DF             | 6  | Mário Coluna       |
| MF             | 8  | Joaquim Santana    |
| MF             | 10 | Eusébio            |
| FW             | 7  | José Augusto       |
| FW             | 9  | José Torres        |
| FW             | 11 | António Simões     |
| Vezetőedző:    |    |                    |
| Fernando Riera |    |                    |

| Az 1962–63-as bajnokcsapatok Európa-kupájának győztese |
| AC Milan 1. cím                                        |
| ← 1961–62 SL Benfica                                   |
| Internazionale 1963–64 →                               |

## Lásd még
- 1962–1963-as bajnokcsapatok Európa-kupája

## Külső hivatkozások
- Az 1962–63-as BEK-szezon mérkőzéseinek adatai az rsssf.com (angolul)